# Monika Dahlstrand
Gerd Monika Dahlstrand, född 14 april 1944, är en svensk sjuksköterska och uppfinnare.
Monika Dahlstrand uppfann en narkosmask för spädbarn, efter det att hon som narkossköterska hade upptäckt det var svårt att hålla fast narkosmasken över barnets mun, eftersom barnet inte ville ligga stilla. Narkosmasken har en inbyggd napp, som barnet kan suga på samtidigt som det får i sig narkosgasen i masken genom näsan. Hon fick patent på narkosmasken 1994.
Hon har också konstruerat en lasersug, som leder bort farliga gaser från en laserkniv vid en operation.